# Erik Jan Nederkoorn
Erik Jan Nederkoorn (Haarlem, augustus 1943 - Seillans, 22 december 2016) was een Nederlands topbestuurder.
Nederkoorn is vooral bekend geworden als bestuursvoorzitter van Fokker. Begin jaren negentig verkocht hij het vliegtuigconcern aan het Duitse DASA, dat eigendom was van het Daimler concern. Met deze stap haalde hij zich de woede op de hals van toenmalig minister van Economische Zaken Koos Andriessen. 
In 1994 trokken de Duitse eigenaren meer macht naar zich toe en moest Nederkoorn vertrekken. Daarna ging hij in 1996 aan de slag bij de dochters van het Duitse reisconcern TUI. Arke en Holland International moesten onder zijn leiding fuseren. 
Twee jaar later werd hij benoemd in het bestuur van Deutsche Telekom. Dat werd duurde slechts kort.

## Privéleven
Nederkoorn was een zoon van de beruchte WA-voorman en NSB'er Jan Nederkoorn, die in de Tweede Wereldoorlog samenwerkte met de Duitse bezetter en betrokken was bij de repressailes na de Aanslag op Alois Bamberger.
Erik Jan Nederkoorn had drie kinderen.